# Amblyseiinae
Amblyseiinae es una subfamilia de ácaros perteneciente a la familia Phytoseiidae.

## Géneros
La subfamilia contiene los siguientes géneros:
- Amblyseiella Muma, 1955
- Amblyseiulella Muma, 1961
- Amblyseius Berlese, 1914
- Archeosetus Chant & McMurtry, 2002
- Asperoseius Chant, 1957
- Chelaseius Muma & Denmark, 1968
- Chileseius Gonzalez & Schuster, 1962
- Eharius Tuttle & Muma, 1973
- Euseius De Leon, 1967
- Evansoseius Sheals, 1962
- Fundiseius Muma & Denmark, in Muma 1970
- Honduriella Denmark & Evans, 1999
- Indoseiulus Ehara, 1982
- Iphiseiodes De Leon, 1966
- Iphiseius Berlese, 1921
- Kampimodromus Nesbitt, 1951
- Kampimoseiulella Chant & McMurtry, 2003
- Knopkirie Beard, 2001
- Macmurtryseius Kolodochka & Denmark, 1995
- Macroseius Chant, Denmark & Baker, 1959
- Neoparaphytoseius Chant & McMurtry, 2003
- Neoseiulus Hughes, 1948
- Noeledius Muma & Denmark, 1968
- Okiseius Ehara, 1967
- Olpiseius Beard, 2001
- Paraamblyseiulella Chant & McMurtry, 2003
- Paraamblyseius Muma, 1962
- Paragigagnathus Amitai & Grinberg, 1971
- Parakampimodromus Chant & McMurtry, 2003
- Pholaseius Beard, 2001
- Phyllodromus De Leon, 1959
- Phytoscutus Muma, 1961
- Phytoseiulus Evans, 1952
- Proprioseiopsis Muma, 1961
- Proprioseiulus Muma, 1968
- Proprioseius Chant, 1957
- Quadromalus Moraes, Denmark & Guerrero, 1982
- Ricoseius De Leon, 1965
- Swirskiseius Denmark & Evans, in Denmark, Evans, Aguilar, Vargas & Ochoa 1999
- Typhlodromalus
- Typhlodromips De Leon, 1965
- Typhloseiella Muma, 1961

## Literatura sobre Amblyseiinae
- Chant, D.A.; McMurtry, J.A. 2003: A review of the subfamily Amblyseiinae Muma (Acari: Phytoseiidae). Part I. Neoseiulini new tribe. International journal of acarology, 29(1): 3-46.
- Chant, D.A.; McMurtry, J.A. 2003: A review of the subfamily Amblyseiinae Muma (Acari: Phytoseiidae). Part II. The tribe Kampimodromini Kolodochka. International journal of acarology, 29(3): 179-224.
- Chant, D.A.; McMurtry, J.A. 2004. A review of the subfamily Amblyseiinae Muma (Acari: Phytoseiidae): Part III. The tribe Amblyseiini Wainstein: subtribe Amblyseiina n. subtribe. International journal of acarology, 30(3): 171-228.
- Chant, D.A.; McMurtry, J.A. 2004. A review of the subfamily Amblyseiinae Muma (Acari: Phytoseiidae): Part IV. Tribe Amblyseiini Wainstein: subtribe Arrenoseiina Chant and McMurtry. International journal of acarology, 30(4): 291-312.
- Chant, D.A.; McMurtry, J.A. 2005. A review of the subfamily Amblyseiinae Muma (Acari: Phytoseiidae): Part V. Tribe Amblyseiini, subtribe Proprioseiopsina Chant and McMurtry. International journal of acarology, 31(1): 3-22.
- Chant, D.A.; McMurtry, J.A. 2005. A review of the subfamily Amblyseiinae Muma (Acari: Phytoseiidae): Part VI. The tribe Euseiini n. tribe: subtribes Typhlodromalina n. subtribe, Euseiina n. subtribe and Ricoseiina n. subtribe. International journal of acarology, 31(3): 187-223.
- Chant, D.A.; McMurtry, J.A. 2005. A review of the subfamily Amblyseiinae Muma (Acari: Phytoseiidae): Part VII. Typhlodromipsini n. tribe. International journal of acarology, 31(4): 315-340.
- Chant, D.A.; McMurtry, J.A. 2006: A review of the subfamily Amblyseiinae Muma (Acari: Phytoseiidae): Part VIII. The tribes Macroseiini Chant, Denmark and Baker, Phytoseiulini n. tribe, Afroseiulini n. tribe and Indoseiulini Ehara and Amano. International journal of acarology, 32(1): 13-25.
- Chant, D.A.; McMurtry, J.A. 2006b: A review of the subfamily Amblyseiinae Muma (Acari: Phytoseiidae): Part IX. An overview. International journal of acarology, 32(2): 125-152.